# Ken Moore
Kenneth Strath „Ken“ Moore (* 17. Februar 1910 in Balcarres, Saskatchewan; † 8. Dezember 1982 in Winnipeg, Manitoba) war ein kanadischer Eishockeyspieler und -trainer. Bei den Olympischen Winterspielen 1932 gewann er als Mitglied der kanadischen Nationalmannschaft die Goldmedaille.

## Karriere
Ken Moore begann seine Karriere als Eishockeyspieler in seiner Heimatprovinz Saskatchewan. In der Saison 1929/30 gewann er mit den Regina Pats den Memorial Cup. 40 Sekunden vor Spielende erzielte er während des Memorial Cups das Siegtor für seine Mannschaft. In der Saison 1930/31 gewann er mit dem Winnipeg Hockey Club den Allan Cup, den kanadischen Amateurmeistertitel. Anschließend vertrat er 1932 bei den Olympischen Winterspielen Kanada mit dem Winnipeg Hockey Club. Im Jahr 1936 gewann er mit den Kimberley Dynamiters ebenfalls den Allan Cup. Später war er als Trainer tätig und betreute die St. Boniface Athletics aus der Manitoba Amateur Hockey Association sowie die St. James Canadians.

### International
Für Kanada nahm Moore an den Olympischen Winterspielen 1932 in Lake Placid teil, bei denen er mit seiner Mannschaft die Goldmedaille gewann.

## Erfolge und Auszeichnungen
- 1930 Memorial-Cup-Gewinn mit den Regina Pats
- 1931 Allan-Cup-Gewinn mit dem Winnipeg Hockey Club
- 1936 Allan-Cup-Gewinn mit den Kimberley Dynamiters
- 2004 Manitoba Sports Hall of Fame

### International
- 1932 Goldmedaille bei den Olympischen Winterspielen